# Von Arnold
von Arnold (ryska: Арнольды) är en balttysk, svensk och rysk släkt från dagens Estland, adlad i Tyskland 1841 och introducerad på Riddarhuset i Reval 1845. Namnet har även burits av andra personer.

## Förgreningar

### Sverige

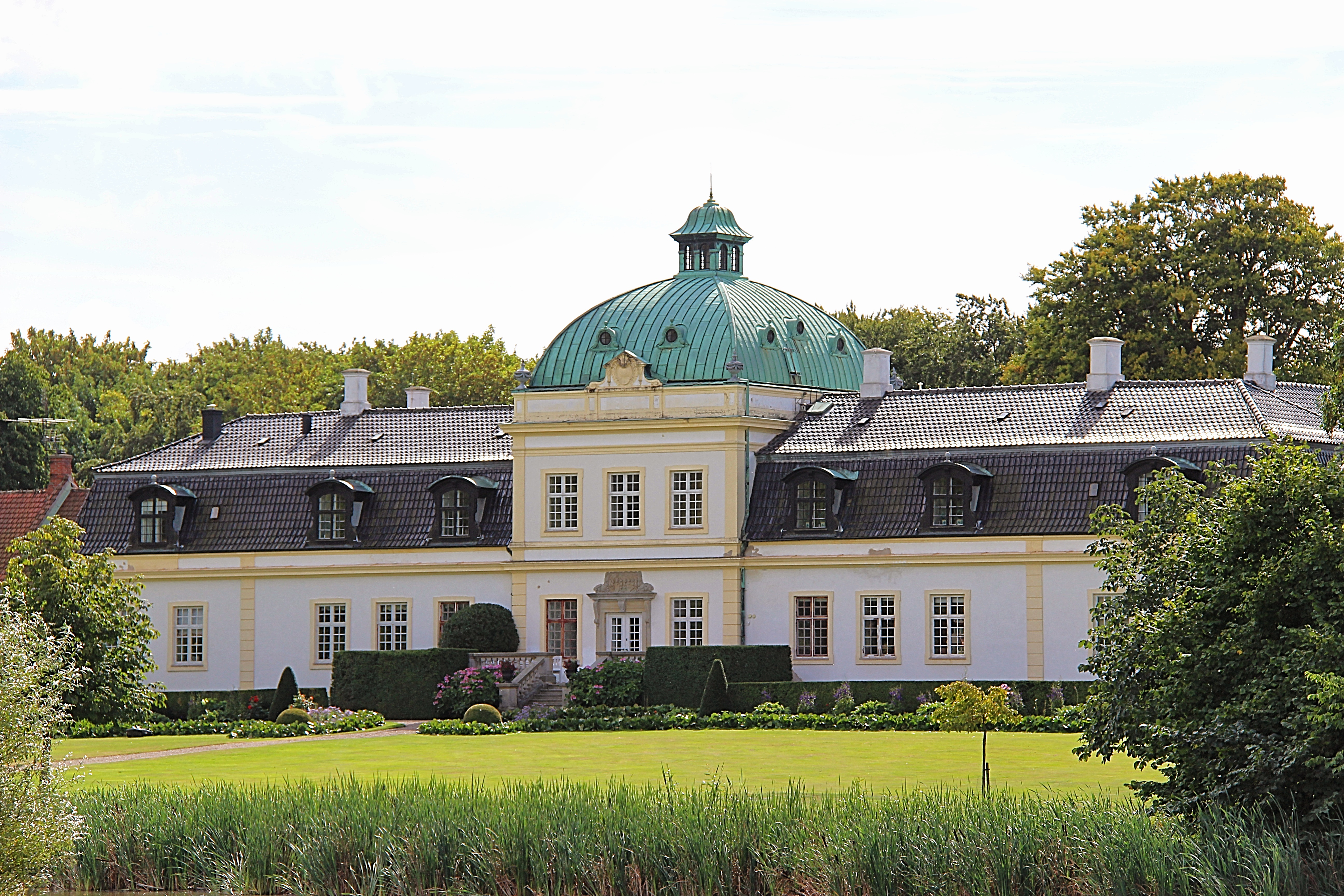
Jordberga slott

Släkten, som alltså är ointroducerad i Sverige, inkom till Sverige 1889 med Otto von Arnold och 1889 med Friedrich von Arnold.
Den 31 december 2022 var 54 personer med efternamnet von Arnold bosatta i Sverige.

### Ryssland
Adelsdiplom utdelades den 26 juli 1845 i Sankt Petersburg.

## Vapensköld
Vapenskölden har två åttauddiga stjärnor i ett övre rött fält samt dekorerad med en hjälm och en krona med tre fjädrar ovantill.

## Personer med efternamnet von Arnold
- Hans Jacob von Arnold (död 1758), norsk militär
- Jurij von Arnold (1811–1898), rysk tonsättare och musikforskare
- Fredrik von Arnold (född 1949), svensk jurist
- Otto von Arnold (född 1950), svensk godsägare, företagsledare och politiker